# Я не целуюсь
«Я не целуюсь» (фр. J'embrasse pas) — французская кинодрама, снятая Андре Тешине и вышедшая на экраны 20 ноября 1991 года.

## Сюжет
Юный Пьер Ляказ уезжает из провинциального городка, в котором вырос, покорять Париж. В столице он поначалу поселяется в доме у единственного человека, которого там знает — медсестры Эвелины. Это женщина средних лет, она давно забыла про личную жизнь, посвятив себя заботе о престарелой парализованной матери. Но вскоре Пьер её соблазняет, зажигая в её сердце сильное любовное чувство. Их связь быстро обрывается, поскольку Эвелина чувствует, что Пьер не любит её так, как она его. На прощание она подсовывает ему под дверь конверт с деньгами, но он денег не берёт и уходит из её дома насовсем.
Параллельно он через своего коллегу Саида знакомится с парой немолодых геев — Ромэном (Филипп Нуаре) и Димитрием. Ромэн — довольно известный телеведущий, имеющий связи в шоу-бизнесе. Пьеру кажется, что Ромэн пытается ухаживать за ним, к тому же его пугает то, насколько открыто и спокойно Ромэн говорит о гомосексуальности. Поэтому он начинает избегать общества журналиста.
В то же время у юноши возникают серьёзные проблемы: он бросает актёрские курсы, которые посещал, поскольку не чувствует в себе должного таланта, и теряет работу после того, как прогуливает день. Оставшись без жилья и денег, он вынужден выйти на панель. Однако всем клиентам он тут же озвучивает свои условия: он позволяет только трогать себя, не идя на однополый секс.

## В ролях
- Мануэль Блан — Пьер Ляказ
- Филипп Нуаре — Ромэн
- Эммануэль Беар — Ингрид
- Иван Десни — Димитри
- Рошди Зем — Саид
- Жан-Кристоф Буве — клиент в лесу